# Santorinerde
Santorinerde ist der Trivialname für die auf der griechischen Insel Santorin vorkommenden Puzzolane, ein durch vulkanische Aktivität entstandenes pyroklastisches Material, das als Mörtel und Zuschlagstoff für Zement verwendet werden kann.
Santorinerde besteht zu etwa zwei Dritteln aus amorphem, also nicht kristallisiertem Siliziumdioxid, das bei Wasserzugabe hydratisiert und dabei aushärtet. Der ausgehärtete Zement ist wasserbeständig, verliert aber im trockenen Zustand an Festigkeit. Santorinerde wurde im Gebiet der Adria häufig für Wasserbauten und im Uferschutz  verwendet.